# Half-Breed
Half-Breed je deseti studijski album američke pjevačice Cher koji je 27. listopada 1973. godine izdala izdavačka kuća MCA. Produkciju albuma ponovno preuzimaju Snuff Garrett i Al Capps. Half-Breed je drugi album izdan za MCA te je kao i prethodni reklamiran na uspješnom showu ''The Sonny & Cher Comedy Hour''. Po izlasku album od strane kritike dobiva miješane ocjene a 4. ožujka 1974. i zlatnu nakladu. 

## Informacije o albumu
Drugi album Cher objavljen 1973. bio je Half-Breed. Nakon velikog komercijalnog neuspjeha prethodnih albuma Bittersweet White Light Cher zauvijek napušta supruga Sonnya kao producenta svojih albuma. Snuff Garrett se vraća suradnji s Cher nakon velikog uspjeha s Gypsys, Tramps & Thieves te manjeg uspjeha s Foxy Lady radu na još jednom narativnom albumu pretežno baladičnog ugođaja. 
Uvodna pjesma je obrada izvedbe Paula i Linde McCartney "My Love" koja je izdana u ožujku 1973. godine. Album sadrži još dvije obrade, izvedbu Bee Geesa "How Can You Mend a Broken Heart" te Beatlesa "The Long and Winding Road". Sve spomenute pjesme koje je Cher obradila na albumu su bile prvotne broj 1 singlice na američkoj top ljestvici "Billboard 200". 
David Paich potpisuje izvedbu "David's Song" te je zaslužan i za aranžmane na albumu. Riječi posljednje pjesme na albumu pod nazivom "Chastity Sun" je Cher osobno izmijenila. Prvotnog naziva "Ruby Jean & Billy Lee", riječ je o soft rock izvedbi benda Seals and Crofts koja se pojavljuje na njihovom albumu iz 1973. godine po nazivom Diamond Girl. Izmijenjena verzija posveta Cher svojem prvom djetetu Chastity Bono.

## Izdavanje
U kolovozu 1999. originalni album je sa sljedećim albumom Dark Lady izdan na zajedničkom CD-u pod nazivom Half Breed/Dark Lady. U kolekciju je uvršten kompletan sadržaj oba albuma. Za razliku od originalnog albuma, nekoliko nisko budžetnih verzija pod nazivom Half Breed (bez crtice) je izašlo u izdanju raznih izdavačkih kuća tijekom godina. Spomenuti albumi imaju potpuno drugačiji dizajn te sadrže samo dvije pjesme s originalnog albuma uključujući pjesme s albuma poput Gypsys, Tramps & Thieves, Foxy Lady i Dark Lady. Half-Breed u svom originalnom izdanju ostaje do danas neobjavljen na CD-u.

## Singlice
Kao na prethodnim albumima Gypsys, Tramps & Thieves i Foxy Lady i s ovog albuma su skinute samo dvije singlice. "Half-Breed" je bila prva. Bila je to njena druga singlica koja je dospjela na broj 1 Billboard Hot 100 ljestvice kao i u Kanadi te Novom Zealandu. Cher je pjesmu izvodila na showu ''The Sonny & Cher Comedy Hour'' obučena u Indijanku. Kao drugi i posljednji singl izdana je pjesma "Carousel Man" koja je bila promotivni singl na radio stanicama 1974. godine. 
Popis pjesama:
Strana A
1. "My Love" (Paul McCartney, Linda McCartney) 3:31
2. "Two People Clinging to a Thread" (Gloria Sklerov, Harry Lloyd) 2:40
3. "Half-Breed" (Mary Dean, Al Capps) 2:42
4. "The Greatest Song I Ever Heard" (Dick Holler) 2:48
5. "How Can You Mend a Broken Heart?" (Barry Gibb, Robin Gibb) 3:21
6. "Carousel Man" (Johnny Durrill) 3:02

Strana B
1. "David's Song" (David Paich) 3:24
2. "Melody" (Cliff Crofford, Garrett) 2:34
3. "The Long and Winding Road" (John Lennon, Paul McCartney) 3:10
4. "This God-Forsaken Day" (Jack Segal) 2:43
5. "Chastity Sun" (Dash Crofts, James Seals) 4:14

## Produkcija
- glavni vokal: Cher
- producent: Snuff Garrett
- asistent aranžmana: Al Capps
- asistent aranžmana: David Paich
- inženjer zvuka: Lenne Roberts
- dizajn albuma: Richard Grant
- naslovna fotografija: Gene Trindl
- dodatne fotografije albuma: J. Engstead